# Paul Niehans
Paul Niehans (21. listopadu 1882 – 1. září 1971) byl švýcarský lékař a propagátor vlastní léčebné metody, která spočívala v injekčním vpravení čerstvých tkáňových buněk do těla pacientů.
Stal se celosvětově populárním ve chvíli, kdy se mu v roce 1954 údajně opakovaně podařilo vyléčit na smrt nemocného papeže Pia XII. Svou metodou léčil i celou řadu dalších známých osobností – Charlese Chaplina, Thomase Manna, Charlese de Gaulla, Konrada Adenauera, saúdskoarabského krále Ibn Sauda, japonského císaře Hirohita a řadu dalších. O své metodě, která je dodnes vědeckou medicínou zpochybňována, tvrdil, že také omlazuje a prodlužuje život.

## Počátek kariéry
Paul Niehans se narodil v roce 1882. Jeho otec byl chirurgem v Bernu. Matka Paula Niehnase Anna Kaufmannová byla údajně dcerou německého císaře Fridricha III. Paul Niehans byl tedy označován za vnuka německého císaře Fridricha III. a synovce císaře Viléma II. Fridrich III. však oficiálně žádnou dceru Annu neměl. Paul Niehans vystudoval teologii a následně medicínu. Během první světové války pracoval jako vojenský lékař v Bělehradě. Po první světové válce se usadil v Clarens u Ženevského jezera. Zde se také začal zabývat transplantací žláz. Zjistil také, že buňky z žláz čerstvě poražených zvířat, přenesené do nemocných lidských orgánů, mají povzbudivý léčebný účinek.

## Niehansova metoda
Za den zrodu buněčné terapie označil Paul Niehans 1. duben 1931, kdy se mu pomocí jeho vlastní buněčné léčebné metody údajně podařilo zachránit ženu, která umírala na následky tetanu. V únoru 1954 těžce onemocněl papež Pius XII. , který znal Niehanse už z dřívější doby. Paul Niehans totiž během druhé světové války ukrýval před nacisty ve svém domě dirigenta a skladatele Wilhelma Furtwänglera, kterému tím zachránil život. Wilhelm Furtwängler se pak Niehansovi odvděčil i tím, že jej po válce představil Piu XII. Papež si tak v roce 1954 na Niehanse vzpomněl a pozval jej oficiálně do Říma. Pius XII. měl tehdy již 77 let a trpěl těžkou gastritidou a krvácením do žaludku. Jeho stav byl beznadějný. Niehans pohotově aplikoval svou buněčnou léčbu a papež se začal rychle zotavovat. Po pár dnech již přijímal normální stravu a zcela zmizela nespavost, která jej trápila dlouhé roky. Italský tisk označil papežovo uzdravení za zázrak. Z Niehanse se doslova přes noc stala mediální celebrita a jeho sláva byla srovnatelná se slávou těch největších filmových hvězd oné doby. V srpnu 1954 představil na terapeutickém kongresu v Karlsruhe svou metodu také odborné lékařské veřejnosti.